# Jolene Blalock
Jolene King Blalock (San Diego, Califòrnia, 5 de març de 1975), és una model i actriu de cinema i televisió, especialment coneguda per haver representat el personatge de la vulcaniana T'Pol a la sèrie de ciència-ficció de l'UPN Star Trek: Enterprise. Apareix sovint com a estrella convidada en sèries i pel·lícules de televisió.

## Filmografia
- JAG (2001)
- Star Trek: Enterprise (2001-2005)
- Stargate SG-1 (2003-2004)
- Slow Burn (2005)
- Shadow Puppets (2007)
- Starship Troopers 3: Marauder (2008)
- CSI: Miami (2008)
- House, MD (2009)
- Sinners and Saints (2012)